# 何正
何正（1457年—？），字立經，江西臨江府新淦縣人，民籍，明朝政治人物。

## 生平
江西鄉試第四十七名舉人。弘治九年（1496年）中式丙辰科會試第二百三十九名，三甲第六十一名進士。

## 家族
曾祖何以蘭；祖父何澄碧；父何弘澗，母甘氏。具庆下。